# Кей Темпест
Кей Темпест (англ. Kae Tempest) — британський репер, spoken-word виконавець та письменник. Його альбоми номінувалися на Mercury Prize, а одна з поетичних збірок — на Costa Book Awards. У 2020 році артист зробив камінг-аут щодо своєї небінарності. У своїх творах Кей неодноразово висловлювався щодо глобального потепління та брекзиту, а також інших соціально значущих питань.

## Біографія
Кае виростала в Північно-східному Лондоні, у сім'ї правника та шкільної вчительки, що мали п'ятеро дітей. У підлітковому віці працювала в магазині музичних платівок, навчаючись у Британській школі перформативних мистецтв і технологій. Вищу освіту з англійської літератури отримувала в Ґолдсмітському коледжі Лондона.
Перший виступ Кае відбувся у 16-річному віці. А у 2008-му Кае зібрала гурт Sound of Rum, перший і останній альбом якого вийшов у 2011-му.
Наступного року поетичний перфоманс Кае Brand New Ancients здобув нагороду та визнання критиків. Згодом, у 2013-му вийшла перша поетична книжка Кае: Everything Speaks in its Own Way, за якою була опублікована перша платівка, що одразу була номінована на Мерк'юрі прайз (2014).

## Політичні погляди та активізм
У листопаді 2019 року разом з іншими громадськими діячами Tempest підписали лист на підтримку лідера Лейбористської партії Джеремі Корбіна, назвавши його "маяком надії в боротьбі з новими проявами ультраправого націоналізму, ксенофобії та расизму в більшій частині демократичного світу", і підтримали його на загальних виборах у Великій Британії 2019 року. У грудні 2019 року разом з 42 іншими провідними діячами культури вони підписали лист на підтримку Лейбористської партії під керівництвом Корбіна на загальних виборах 2019 року. У листі зазначалося, що "передвиборчий маніфест лейбористів під керівництвом Джеремі Корбіна пропонує трансформаційний план, який ставить потреби людей і планети в пріоритет над приватним прибутком і корисливими інтересами небагатьох".

## Дискографія
- Brand new Ancients (2014)
- Everybody Down (2014)
- Let Them Eat Chaos (2016)
- The Book of Traps (2019)
- The Line is a Curve (2022)